# Pheni
Pheni (beng. ফেনী; ang. Feni) – miasto w Bangladeszu w prowincji Ćottogram. W 2011 roku liczyło ok. 157 tys. mieszkańców.